# 숭인면
숭인면(崇仁面)은 지금의 서울특별시 강북구, 성북구 전역, 동대문구(장안동 제외), 성동구 용답동의 이전 행정구역이다. 조선 중기부터 한성부 소속이었으나 1914년 4월 1일자로 경기도 고양군 소속이 되었다가 다시 서울특별시에 속하는 지역이 되었다. 이 지역은 서울 근방의 지역을 일컫는 성저십리의 지역 중 하나였다.

## 역사
- 1895년 또는 1911년: 우이천 서부 지역의 경기도 양주군 해등촌면 우이리를 숭신방으로 편입.

1914년의 행정구역과 현재의 행정구역 비교
| 1914년          | 1914년 | 현재          | 현재 |
| 면              | 리 | 구            | 동 |
| --------------- | --- | ------------- | --- |
| 숭인면 (崇仁面) | 성북리, 안암리, 종암리, 정릉리, 장위리, 석관리, 상월곡리, 하월곡리, 신설리 일부, 미아리 일부, 돈암리 일부, 돈암리 일부, 돈암리 일부, 돈암리 일부 | 서울 성북구   | 성북동, 안암동, 종암동, 정릉동, 장위동, 석관동, 상월곡동, 하월곡동, 보문동, 길음동, 돈암동, 동소문동, 삼선동, 동선동 |
| 숭인면 (崇仁面) | 번리, 수유리, 우이리, 미아리 일부 | 서울 강북구   | 번동, 수유동, 우이동, 미아동                                                                                         |
| 숭인면 (崇仁面) | 답십리 일부, 용두리 일부 | 서울 성동구   | 용답동 |
| 숭인면 (崇仁面) | 전농리, 청량리, 회기리, 휘경리, 이문리, 제기리, 신설리 일부, 답십리 일부, 용두리 일부                                                            | 서울 동대문구 | 전농동, 청량리동, 회기동, 휘경동, 이문동, 제기동, 신설동, 답십리동, 용두동                                           |

- 1914년 : 숭신방과 인창방을 고양군 숭인면으로 통합
- 1936년 : 숭인면의 일부를  경성부로 편입[4][5]
- 1943년 6월 10일에 경성부에 구제를 실시하면서 옛 숭인면 지역은 동대문구에 편입되었다.
- 1949년 : 숭인면을 서울특별시로 편입, 동대문구의 옛 숭인면 지역 많은 부분을 합쳐 성북구를 설치함.[6] 1949년 편입된 숭인면지역에 성북구 숭인출장소 설치.[7]

| 대통령령 제159호 시·도의관할구역및구·군의명칭·위치·관할구역변경의건 대통령령 제160호 서울시구출장소설치에관한건 |                              |
| 구 행정구역 | 신 행정구역                  |
| 고양군 숭인면                                                                                                   | 서울특별시 성북구 숭인출장소 |
- 1973년 7월 1일 숭인출장소 폐지.